# Araguita speciosa
Araguita speciosa is een hooiwagen uit de familie Zalmoxioidae. De wetenschappelijke naam van Araguita speciosa gaat terug op M. A. González-Sponga.